# Backlash (2016)
Cet article concerne l'édition 2016 du pay-per-view Backlash. Pour toutes les autres éditions, voir WWE Backlash.
Pour les articles homonymes, voir Backlash.
L'édition 2016 de Backlash est un Premium Live Event de catch (lutte professionnelle) produit par la World Wrestling Entertainment, une fédération de catch américaine qui est télédiffusée et visible en paiement à la séance sur le WWE Network, ainsi que gratuitement sur la chaîne de télévision française AB1. L'événement a eu lieu le 11 septembre 2016 au Richmond Coliseum à Richmond (Virginie) Il s'agit de la douzième édition de Backlash, qui fait son retour après 7 ans d'absence. En raison du retour de la Brand Extension en 2007, ce PLE est exclusivement réservé à la division SmackDown.

## Contexte
Les spectacles de la World Wrestling Entertainment (WWE) sont constitués de matchs aux résultats prédéterminés par les scénaristes de la WWE. Ces rencontres sont justifiées par des storylines – une rivalité avec un catcheur, la plupart du temps – ou par des qualifications survenues dans les shows de la WWE telles que Raw et SmackDown. Tous les catcheurs possèdent une gimmick, c'est-à-dire qu'ils incarnent un personnage gentil (Face) ou méchant (Heel), qui évolue au fil des rencontres. Un événement comme Backlash est donc un événement tournant pour les différentes storylines en cours,.

### Dean Ambrose (c) contre AJ Styles
Le 21 août à SummerSlam, AJ Styles a battu John Cena. Un peu plus tard dans la soirée, Dean Ambrose a conservé son titre mondial de la WWE en battant Dolph Ziggler. Deux soirs plus tard à SmackDown Live, The Phenomenal et The ShowOff souhaitent tous deux une chance pour la ceinture, mais le GM du show bleu, Daniel Bryan, décide d'organiser un match entre les deux hommes et le vainqueur affrontera The Lunatic Frange au PLE. À la fin de la soirée, AJ Styles bat Dolph Ziggler et devient aspirant no 1 pour le titre mondial au PLE.

### Rivalité entre Alexa Bliss, Carmella, Nikki Bella, Natalya, Becky Lynch et Naomi
Lors du Draft de 2016, la championne féminine  de la WWE, Charlotte a été draftée à Raw, laissant SmackDown sans championnat féminin. Lors du SmackDown du 23 août, le nouveau titre féminin de SmackDown a été dévoilé. Ce qui mène à un Six-pack challenge entre Alexa Bliss, Carmella, Nikki Bella, Natalya, Becky Lynch et Naomi à Backlash pour couronner la première championne.

### Rivalité entre Randy Orton et Bray Wyatt
Lors de SmackDown le 23 août, Bray Wyatt confronte Randy Orton. La semaine suivante, Wyatt lance un défi à Orton pour un match à Backlash, que ce dernier accepte.
Après que Wyatt attaqua Orton dans les vestiaires Orton fut remplacé par Kane dans un match sans discalifications

### Rivalité entre The Miz et Dolph Ziggler
Le 31 août à SmackDown, Dolph Ziggler confronte The Miz, le champion intercontinental en le défiant dans un match mais Miz refuse. Pendant le Talking Smack, Daniel Bryan, le général manager de SmackDown a annoncé que The Miz va défendre son titre contre Ziggler à Backlash.

## Tableau des matchs
| Ordre par numéros | Résultat                                                                   | Stipulation(s) | Temps |
| --- | -------------------------------------------------------------------------- | --- | ----- |
| 1P | Baron Corbin bat Apollo Crews                                              | Match simple | 09:55 |
| 2 | Becky Lynch bat Alexa Bliss, Carmella, Naomi, Natalya et Nikki Bella       | 6-Pack Challenge La gagnante deviendra la première championne de SmackDown de l'histoire.                                                     | 14:40 |
| 3 | The Usos (Jimmy et Jey) battent The Hype Bros (Mojo Rawley et Zack Ryder), | Tag Team match - Demi-finale du tournoi L'équipe gagnante du tournoi deviendra les premiers champions par équipes de SmackDown de l'histoire. | 10:11 |
| 4 | The Miz (c) (avec Maryse) bat Dolph Ziggler                                | Match simple pour le WWE Intercontinental Championship                                                                                        | 18:22 |
| 5 | Kane bat Bray Wyatt,                                                       | No Holds Barred Match | 10:55 |
| 6 | Heath Slater et Rhyno battent The Usos (Jimmy et Jey)                      | Tag Team match - Finale du tournoi L'équipe gagnante deviendra les premiers champions par équipes de SmackDown de l'histoire.                 | 10:02 |
| 7 | AJ Styles bat Dean Ambrose (c)                                             | Match simple pour le WWE World Championship                                                                                                   | 25:01 |
| La lettre C placée entre parenthèses désigne la personne ou l’équipe championne en titre. P – indique que le match a eu lieu lors du pré-show |                                                                            | |       |